# 仙岩镇 (嵊州市)
仙岩镇位于中国浙江省嵊州市北部，距嵊州市区10公里，西邻崇仁镇，北邻三界镇,东邻下王镇，南邻嵊州市区。
古代曾名游谢乡、康乐乡。1949年设画图乡，1983年改为仙岩乡。1992年5月，幸福乡并入仙岩镇。
仙岩镇辖40个村，分别为仙岩、白泥孔、兰溪、桥石头、丁家山、舜皇山、上白岩、强口、岩头、严坑、梓树、石坑、上王舍、下王舍、中王舍、张岙、王舍岗、谢岩、西鲍、施家爿、东鲍、大地坪、白岩、天竺、塘丘、狮岩坑、仁村、高坎爿、吴家店、下麻厂、床角岙、火锨湾、曹家、嵊溪、岙底、王贤、闹水、姚家、日溪坑、含溪口。
该镇山地面积较大，耕地与山地分别占总面积的11%和80.6%，最高峰嶀山海拔749米。该镇黄沙资源较为丰富。

## 行政区划
现辖：
仙岩村、严坑村、强口村、西鲍村、大东村、王树村、张溪村、新岩头村、白岩村、塘天竺村、谢家庄村、舜皇村、仁村、桥石头村、禹山村、贤家村、闹水村和合溪坑村。

## 名胜古迹
有马寅初墓、仙君殿、谢灵运古迹、天竺寺、图画山、西潭寺等。